# Wasserkraftwerk Turuchansk
Das Wasserkraftwerk Turuchansk (russisch Туруханская ГЭС/ Turuchanskaja GES) ist ein geplantes großes Wasserkraftwerk an der Unteren Tunguska in Sibirien (Russland). Die widersprüchlichen Angaben zu der geplanten Leistung betragen 20 GW oder 12 GW.
Der Standort liegt 120 km flussaufwärts von Turuchansk, wo die Untere Tunguska in den Jenissei mündet. Er liegt in der Autonomen Region Evenkien und deshalb findet man das Projekt auch unter dem Namen Evenk HEPS (Hydro-Electric Power Station).
Nach den Planungen soll das Kraftwerk bis 2020[veraltet] gebaut werden. Eventuell könnte schon zwischen 2016[veraltet] bis 2018[veraltet] mit der Stromproduktion begonnen werden. Das Absperrbauwerk soll 200 m hoch werden. Es wurde noch nicht entschieden, ob eine Gewichtsstaumauer oder ein Staudamm verwirklicht werden soll. Ein Betonbauwerk hätte ein Volumen von 14 Millionen m³, ein Staudamm wäre noch größer.
Auch der Stausee würde mit 9400 km² Wasserfläche der größte künstliche See der Erde. Riesig müsste auch die Hochwasserentlastung werden; geplant ist eine Leistungsfähigkeit von 70.000 Kubikmetern pro Sekunde. Der jährliche Abfluss soll 112 Milliarden m³ betragen.
Laut der offiziellen Website (s. u.) sind zwölf Turbinen mit je 1 GW geplant, also eine Gesamtleistung von 12 GW. Das U.S. Committee on Large Dams, das amerikanische nationale Komitee der International Commission on Large Dams, spricht dagegen von einer geplanten Leistung von 20 GW.
Die Baukosten werden auf knapp 12 Milliarden Dollar geschätzt. Der Strom soll über eine 3000 km lange Leitung (Kosten: 4 Milliarden Dollar) nach Zentralrussland, Tambow und Wolgograd geleitet werden.